# Andrea Ferrucci

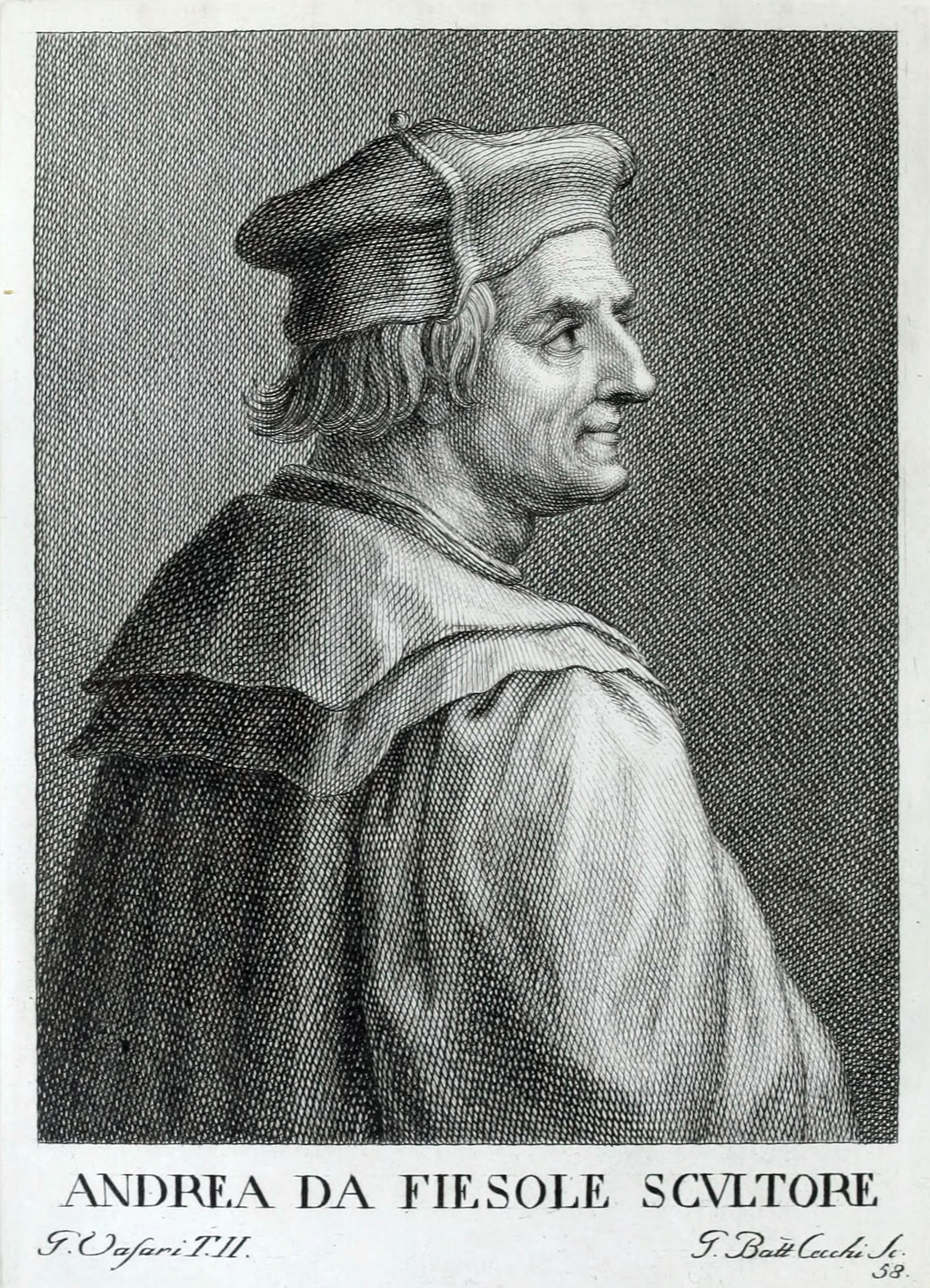
Andrea Ferrucci

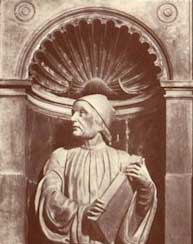
Andrea Ferrucci – byst av Marsilio Ficino, Santa Maria del Fiore, Florens.

Andrea Ferrucci, även känd som Andrea di Piero Ferruzzi och Andrea da Fiesole, född 1465 i Fiesole, död 1526 i Florens, var en italiensk bildhuggare och arkitekt.
Ferrucci blev 1512 byggmästare och ledare av den skulpturala utsmyckningen av domkyrkan i Florens, som bär namnet Santa Maria del Fiore. Hans förnämsta arbeten är nischen över dopfunten (hög relief) i Pistoias domkyrka och det vackra träkrucifixet i Santa Felicità i Florens.
Ferrucci var en av sin tids mest framstående bildhuggare och i uppfattningen, särskilt i själsuttrycket, besläktad med den umbriska skolans främsta målare (Perugino med flera).

## Verk i urval
- Byst av Marsilio Ficino, Santa Maria del Fiore, Florens
- Monument åt Marcello di Virgilio Adriani (1521), San Salvatore al Monte, Florens
- Jesu födelse, Museo civico medievale, Bologna
- Gravmonument åt Giovanni Battista Cicaro, Santi Severino e Sossio, Neapel
- Kristi dop (1507), Santissima Annunziata, Neapel